# Oscar Giacché
Óscar Adolfo Giacché (14 de agosto de 1923 — 21 de outubro de 2005) foi um ciclista olímpico argentino. Giacché representou sua nação nos Jogos Olímpicos de Verão de 1948 e 1952.